# Ascidiidae
Ascidiidae es una familia de tunicados de la clase Ascidiacea.
Algunas especies contienen elevadas cantidades de vanadio.[cita requerida]
Incluye cuatro géneros:
- Ascidia
- Ascidiella
- Phallusia
- Psammascidia